# 翁文濤
翁文濤（1898年—？），字仲枚，浙江鄞县人，国民政府外交官，精通英语、法语、日语。

## 生平
浙江鄞县人，出自石塘翁氏，曾祖民族实业家翁景和，祖父清朝内阁中书翁運高，是翁文灏之弟。早年赴法国留学，学习土木工程。回国后曾任宁波效实中学教师，教授英文，曾是李庆逵院士的老师，并设计、监督建造效实中学中山厅、教学楼。后居上海以建筑师为业。曾设计奉化县武岭中学，模仿自己在法国乡村所见校舍布局构建，蒋介石核准施工，是民国大陆中西合璧的代表风格学校建筑。又编撰《双解标准英文俚语辞典》于商务印书馆发行，为一时英文学习之范本。

### 外交
民国二十年（1931年）1月8日，民国外交部派他任中国駐臺北總領事館隨習領事銜主事（另说主事衔），3月27日到任，当时台湾在日本治下。另说2月17日到任。后得加领事銜。民国二十六年（1937年），因日本侵华，于6月30日回国。派赴加拿大，任驻温尼伯（旧译溫尼辟）领事。移居美国，后事不详。子翁心梓，著名美籍华人材料学家，美国总统顾问，邓小平的牌友。